# رناتو بیتزوزرو
رناتو بیتزوزرو (ایتالیایی: Renato Bizzozero; ۷ سپتامبر ۱۹۱۲ – ۱۰ نوامبر ۱۹۹۴) بازیکن فوتبال اهل سوئیس بود.
از باشگاه‌هایی که در آن بازی کرده‌است می‌توان به باشگاه فوتبال لوگانو اشاره کرد.
وی همچنین در تیم ملی فوتبال سوئیس بازی کرده‌است.